# Eleccions al Parlament de les Illes Balears de 2023
Les eleccions al Parlament de les Illes Balears de 2023 es van celebrar el 28 de maig de 2023 per escollir els 59 membres de l'XI legislatura del Parlament de les Illes Balears, simultàniament amb les eleccions als Consells Insulars i les eleccions municipals.

## Sistema electoral
L'elecció dels diputats del parlament està regulada per la Llei 8/1986, de 26 de novembre, en compliment de l’article 41.4 i la disposició transitòria setena de l'Estatut d’Autonomia.
Els 59 diputats del Parlament de les Illes Balears són elegits per sufragi universal, mitjançant un sistema de representació proporcional de llista tancada i distribuïts seguint el mètode D'Hondt, amb una barrera electoral del 5% dels vots vàlids per circumscripció (inclosos els vots en blanc). Aquests escons es reparteixen entre quatre circumscripcions, corresponent a les illes de Mallorca, Menorca, Eivissa i Formentera, amb un nombre fix d'escons a cadascuna: 33 per Mallorca, 13 per Menorca, 12 per Eivissa i 1 per Formentera. Com que Formentera només designa un representant, aquest és escollit de facto per pluralitat.

## Partits i candidats
De les 18 candidatures presentades per concórrer a les eleccions, 9 tenien representació al Parlament de les Illes Balears a la X Legislatura, 5 d'elles no i 4 són de nova creació.

### Candidatures amb representació al Parlament de les Illes Balears
| Candidatura | Candidatura  | Partits i aliances | Candidat | Candidat          | Ideologia                                                         | Resultats anteriors | Resultats anteriors | Ref.          |
| Candidatura | Candidatura  | Partits i aliances | Candidat | Candidat          | Ideologia                                                         | Vots (%)            | Escons              | Ref.          |
| ----------- | ------------ | --- | -------- | ----------------- | ----------------------------------------------------------------- | ------------------- | ------------------- | ------------- |
|             | PSIB–PSOE    | LlistaPartit Socialista de les Illes Balears (PSIB–PSOE)                                                                 |          | Francina Armengol | Socialdemocràcia                                                  | 27,37%              | 19                  | [ 6 ]         |
|             | PP           | LlistaPartit Popular de les Illes Balears (PPB) Sa Unió PP-Compromís (Sa Unió)                                           |          | Marga Prohens     | Conservadorisme Democràcia cristiana                              | 22,20%              | 16                  | [ 7 ]         |
|             | Cs           | LlistaCiutadans - Partit de la Ciutadania (Cs)                                                                           |          | Patricia Guasp    | Liberalisme                                                       | 9,90%               | 5                   | [ 8 ] [ 9 ]   |
|             | EUIB-Podemos | LlistaPodem (Podem) Esquerra Unida de les Illes Balears (EUIB)                                                           |          | Antònia Jover     | Populisme d'esquerra Socialisme democràtic                        | 9,74%               | 6                   | [ 10 ]        |
|             | MÉS          | LlistaPartit Socialista de Mallorca-Entesa (PSM–E) IniciativaVerds (IV) Esquerra Republicana de les Illes Balears (ERIB) |          | Lluís Apesteguia  | Mallorquinisme Socialisme democràtic Política verda               | 9,18%               | 4                   | [ 11 ]        |
|             | Vox          | LlistaVox (Vox) |          | Jorge Campos      | Populisme de dreta Ultranacionalisme Conservadorisme nacionalista | 8,12%               | 3                   | [ 12 ]        |
|             | El Pi        | LlistaProposta per les Illes (El Pi)                                                                                     |          | Josep Melià       | Regionalisme Liberalisme                                          | 7,71%               | 3                   | [ 13 ] [ 14 ] |
|             | MxMe         | LlistaMés per Menorca (MxMe)                                                                                             |          | Josep Castells    | Menorquinisme Socialisme democràtic Política verda                | 1,41%               | 2                   |               |
|             | GxF          | LlistaGent per Formentera (GxF) Partit Socialista de les Illes Balears (PSIB–PSOE)                                       |          | Sílvia Tur        | Ecologisme Insularisme                                            | 0,47%               | 1                   | [ 15 ]        |

### Candidatures sense representació al Parlament de les Illes Balears
| Candidatura             | Partits i aliances                                                                | Candidat            | Ideologia                                            | Circumscripcions            | Resultats anteriors | Resultats anteriors | Ref.          |
| Candidatura             | Partits i aliances                                                                | Candidat            | Ideologia                                            | Circumscripcions            | Vots (%)            | Escons              | Ref.          |
| ----------------------- | --------------------------------------------------------------------------------- | ------------------- | ---------------------------------------------------- | --------------------------- | ------------------- | ------------------- | ------------- |
| Ara Eivissa             | LlistaGuanyem Esquerra Republicana de les Illes Balears (ERIB) Equo               | Josep Antoni Prats  | Insularisme Socialisme democràtic Política verda     | Eivissa                     | 0,29%               | –                   | [ 16 ]        |
| CperB                   | LlistaCoalició per Balears (CperB)                                                | Juan Pons           | Regionalisme Liberalisme                             | Mallorca                    | Nou                 | –                   | [ 17 ]        |
| EPIC-El Pi              | LlistaMoviment Ciutadà EPIC Eivissa-MC EPIC (EPIC) Proposta per les Illes (El Pi) | Toni Villalonga     | Regionalisme Insularisme Liberalisme                 | Eivissa                     | 0,64%               | –                   | [ 18 ]        |
| ORDEN                   | LlistaNuevo Orden Nacional-Nou Ordre Nacional (ORDEN)                             | Antoni Capó         | Minarquisme Conservadorisme Agrarisme                | Mallorca                    | Nou                 | –                   | [ 19 ]        |
| PERxB                   | LlistaPer Balears                                                                 | Alberto Vicente     | Regionalisme                                         | Eivissa                     | Nou                 | –                   | [ 20 ]        |
| Progreso en Verde PACMA | LlistaProgreso en Verde PACMA                                                     | Neus Broto          | Benestar animal Ecologisme                           | Mallorca Eivissa Formentera | 1,40%               | –                   | [ 21 ]        |
| PLIE                    | LlistaProyecto Liberal Español (PLIE)                                             | Francisco Fernández | Liberalisme humanista Conservadorisme Centralisme    | Mallorca Menorca            | 0,10%               | –                   | [ 22 ]        |
| RESET                   | LlistaReset-Reinicio Politico (RESET)                                             | José María Bujosa   | Populisme de dreta Ultranacionalisme Anticatalanisme | Mallorca                    | Nou                 | –                   | [ 23 ] [ 24 ] |
| Sa Unió                 | LlistaPartit Popular de les Illes Balears (PPB) Compromís amb Formentera          | Llorenç Córdoba     | Regionalisme Conservadorisme                         | Formentera                  | 0,33%               | –                   | [ 25 ]        |

## Enquestes d'opinió
A la taula següent es detallen les estimacions de la intenció de votació en ordre cronològic invers, mostrant primer les més recents i utilitzant les dates en què es va fer el treball de camp de l'enquesta, en lloc de la data de publicació. On no es coneixen les dates del treball de camp, es dona la data de publicació. El percentatge més alt de cada enquesta es mostra amb el seu fons ombrejat en el color de la part líder. Si hi ha un empat, s'aplica a les xifres amb els percentatges més alts. La columna "Avantatge" de la dreta mostra la diferència en punts percentuals entre els partits amb els percentatges més alts de l'enquesta. Les projeccions de seients es mostren sota les estimacions de votació en petit. Calen 30 escons per a una majoria absoluta al Parlament de les Illes Balears.

### Estimació d'intenció de vot
| Enquestadora/Client             | Data                | Mostra | Participació | PSIB–PSOE          | PP           | Cs      |           | Més        |            | El PI   | MpM     | GxF    | Avantatge |          |         |       |       |      |
| ------------------------------- | ------------------- | ------ | ------------ | ------------------ | ------------ | ------- | --------- | ---------- | ---------- | ------- | ------- | ------ | --------- | -------- | ------- | ----- | ----- | ---- |
| Enquestadora/Client             | Data                | Mostra | Participació | NC Report/La Razón | 22 maig 2023 | ?       | ?         | 22,5 15/17 | 34,2 24/25 | –       | 8,5 4   | 10,1 6 | Avantatge | 11,7 5/6 | 5,9 2/3 | [ c ] | 0,4 1 | 11,7 |
| KeyData/Público                 | 19 maig 2023        | ?      | 55,5         | 24,0 16            | 30,3 22      | 2,3 0   | 7,9 4     | 9,5 4      | 12,9 7     | 6,5 2   | 1,6 3   | 0,7 1  | 6,3       |          |         |       |       |      |
| Data10/OKDiario                 | 16–18 maig 2023     | 1.500  | ?            | 23,8 16            | 30,9 22      | –       | 7,6 4     | 9,0 4      | 13,8 7     | 6,0 2   | 1,9 3   | 0,4 1  | 7,1       |          |         |       |       |      |
| IBES/Última Hora                | 12–18 maig 2023     | 2.300  | ?            | 25,2 17            | 30,7 23      | 2,7 0   | 7,6 5     | 9,3 4      | 14,4 7     | 4,1 0   | 1,6 2   | 0,4 1  | 5,5       |          |         |       |       |      |
| ElectoPanel/El Plural           | 11–17 maig 2023     | 600    | ?            | 23,7 16            | 30,6 22      | 2,0 0   | 8,5 5     | 10,3 4     | 13,3 6     | 6,1 2   | 1,5 3   | 0,5 1  | 6,9       |          |         |       |       |      |
| Gadeso/Diario de Mallorca       | 30 abr–15 maig 2023 | 2.000  | ?            | 25,4 17/18         | 27,9 21/23   | 2,3 0   | 8,5 4/5   | 9,6 4/5    | 13,4 6/7   | 5,2 0/2 | 1,5 3/4 | –      | 2,5       |          |         |       |       |      |
| ElectoPanel/El Plural           | 4–10 maig 2023      | 600    | ?            | 23,6 16            | 30,7 22      | 2,1 0   | 8,5 5     | 10,2 4     | 13,3 6     | 6,1 2   | 1,5 3   | 0,5 1  | 7,1       |          |         |       |       |      |
| ElectoPanel/El Plural           | 26 abr–3 maig 2023  | 600    | ?            | 23,7 16            | 30,4 22      | 2,4 0   | 8,6 5     | 10,2 4     | 13,3 6     | 6,3 2   | 1,5 3   | 0,5 1  | 6,7       |          |         |       |       |      |
| CIS                             | 10–26 abr 2023      | 418    | ?            | 31,5               | 26,1         | 2,3     | 7,4       | 10,8       | 13,6       | 2,8     | 1,7     | –      | 5,4       |          |         |       |       |      |
| ElectoPanel/El Plural           | 19–25 abr 2023      | 600    | ?            | 23,6 14            | 30,6 24      | 2,6 0   | 8,5 5     | 10,2 4     | 13,4 6     | 6,1 2   | 1,5 3   | 0,5 1  | 7,0       |          |         |       |       |      |
| ElectoPanel/El Plural           | 12–18 abr 2023      | 600    | ?            | 23,4 14            | 30,9 24      | 2,5 0   | 8,5 5     | 10,1 4     | 13,3 6     | 6,3 2   | 1,5 3   | 0,6 1  | 7,5       |          |         |       |       |      |
| Simple Lógica/elDiario.es       | 5–18 abr 2023       | 560    | ?            | 28,6 19/20         | 23,6 17/18   | 3,9 0   | 8,7 5     | 11,9 5/6   | 12,4 6/7   | 5,7 2   | 1,3 2   | 0,5 1  | 5,0       |          |         |       |       |      |
| Data10/OKDiario                 | 12–15 abr 2023      | 1.500  | ?            | 23,8 16            | 30,9 22      | –       | 7,6 3     | 9,0 4      | 13,8 7     | 6,0 3   | 1,9 3   | 0,4 1  | 7,1       |          |         |       |       |      |
| ElectoPanel/El Plural           | 5–11 abr 2023       | 600    | ?            | 23,9 16            | 30,5 22      | 2,4 0   | 8,5 5     | 10,1 4     | 12,9 6     | 6,5 2   | 1,6 3   | 0,6 1  | 6,6       |          |         |       |       |      |
| ElectoPanel/El Plural           | 27 març–4 abr 2023  | 600    | ?            | 22,5 14            | 30,0 22      | 2,4 0   | 8,5 5     | 10,2 4     | 12,9 6     | 6,8 3   | 2,2 4   | 1,2 1  | 7,5       |          |         |       |       |      |
| KeyData/Público                 | 3 abr 2023          | ?      | 58,0         | 22,8 15            | 31,1 23      | 2,9 0   | 8,4 4     | 9,7 4      | 12,4 7     | 6,2 2   | 1,4 3   | 0,4 1  | 8,3       |          |         |       |       |      |
| NC Report/La Razón              | 10–17 març 2023     | ?      | 51,3         | 22,4 15            | 33,3 24      | –       | 8,8 4     | 10,2 6     | 10,7 6     | 7,2 3   | [ d ]   | 0,4 1  | 10,9      |          |         |       |       |      |
| Data10/OKDiario                 | 13–14 feb 2023      | 1.500  | ?            | 23,3 15            | 30,7 22      | 3,1 0   | 8,0 4     | 8,9 4      | 14,1 8     | 5,2 2   | 1,9 3   | 0,4 1  | 7,4       |          |         |       |       |      |
| IBES/Última Hora                | 5–15 gen 2023       | 1.300  | ?            | 23,6 17/18         | 31,3 21/22   | 3,6 0   | 8,2 5     | 8,0 4      | 13,2 7     | 4,8 0/2 | 2,0 3   | 0,4 1  | 7,7       |          |         |       |       |      |
| Sigma Dos/El Mundo              | 16–22 des 2022      | 735    | ?            | 21,7 13/14         | 28,6 23/25   | 3,3 0/1 | 7,9 4     | 11,1 5     | 11,5 5     | 6,9 3   | 2,0 3   | 0,4 1  | 6,9       |          |         |       |       |      |
| CIS                             | 17 nov–2 des 2022   | 234    | ?            | 37,6               | 25,5         | 3,1     | 10,1      | 5,1        | 5,0        | 3,0     | 1,2     | –      | 12,1      |          |         |       |       |      |
| Data10/OKDiario                 | 2–4 nov 2022        | 1.000  | ?            | 23,2 15            | 29,7 21      | 2,8 0   | 8,1 5     | 9,7 4      | 14,5 8     | 5,9 2   | 1,7 3   | 0,4 1  | 6,5       |          |         |       |       |      |
| IBES/Última Hora                | 26–30 set 2022      | 1.300  | ?            | 21,4 14/16         | 29,8 22/24   | 3,8 0   | 10,2 5    | 8,9 3/4    | 15,4 6/7   | 5,7 2   | 1,7 3   | 0,5 1  | 8,4       |          |         |       |       |      |
| IBES/Última Hora                | 1–10 març 2022      | 1.000  | ?            | 20,8 13            | 26,1 18      | 7,2 3   | 12,5 8    | 9,2 4      | 14,6 7     | 5,3 2   | 1,8 3   | ? 1    | 5,3       |          |         |       |       |      |
| Data10/OKDiario                 | 22–23 set 2021      | 1.000  | ?            | 25,7 17            | 28,3 21      | 3,2 0   | 8,3 5     | 9,5 4      | 12,5 7     | 6,4 2   | 1,5 2   | 0,4 1  | 2,6       |          |         |       |       |      |
| IBES/Última Hora                | 8–12 juny 2021      | 1.000  | ?            | 24,5 16/17         | 26,9 18/20   | 6,8 3/4 | 10,1 5/6  | 8,9 4      | 9,9 4/5    | 6,9 2/3 | 1,4 2   | ? 1    | 2,4       |          |         |       |       |      |
| IBES/Última Hora                | 8–12 juny 2020      | 1.000  | ?            | 28,7 19/21         | 24,2 17/18   | 7,0 3/4 | 9,0 5/6   | 8,2 3/4    | 10,4 3/5   | 5,8 2   | 1,3 2   | ? 1    | 4,5       |          |         |       |       |      |
| ElectoPanel/Electomanía         | 1 abr–15 maig 2020  | ?      | ?            | 26,8 19            | 25,3 19      | 5,9 3   | 9,7 5     | 10,4 4     | 8,2 3      | 7,4 3   | 1,3 2   | 0,6 1  | 1,5       |          |         |       |       |      |
| Eleccions Generals de 2019 (II) | 10 nov 2019         | N/D    | 56,8         | 25,4 (18)          | 22,8 (15)    | 7,4 (4) | 18,1 (12) | 4,0 (0)    | 17,1 (10)  | –       | [ e ]   | –      | 2,6       |          |         |       |       |      |
|                                 |                     |        |              |                    |              |         |           |            |            |         |         |        |           |          |         |       |       |      |
| Eleccions al Parlament de 2019  | 26 Maig 2019        | N/D    | 53,9         | 27,4 19            | 22,2 16      | 9,9 5   | 9,7 6     | 9,2 4      | 8,1 3      | 7,3 3   | 1,4 2   | 0,5 1  | 5,2       |          |         |       |       |      |
|                                 |                     |        |              |                    |              |         |           |            |            |         |         |        |           |          |         |       |       |      |

## Resultats

### Resultats totals
|                            |                                                               |         |       |        |        |        |
| Partits i aliances         | Partits i aliances                                            | Vots    | Vots  | Vots   | Escons | Escons |
| Partits i aliances         | Partits i aliances                                            | Total   | %     | ±pp    | Total  | +/−    |
|                            | Partit Popular de les Illes Balears (PP)                      | 161.267 | 35,79 | +13,59 | 25     | +9     |
|                            | Partit Socialista de les Illes Balears (PSIB-PSOE)            | 119.540 | 26,53 | -0,84  | 18     | -1     |
|                            | Vox (Vox)                                                     | 62.637  | 13,90 | +5,78  | 8      | +5     |
|                            | Més per Mallorca (MÉS)                                        | 37.651  | 8,35  | -0,83  | 4      | ±0     |
|                            | Més per Menorca (MxMe)                                        | 6.486   | 1,44  | +0,03  | 2      | ±0     |
|                            | Unidas Podemos (EUIB-Podemos)                                 | 19.980  | 4,43  | -5,31  | 1      | -5     |
|                            | Sa Unió de Formentera (PP–Compromís amb Formentera) (Sa Unió) | 1.747   | 0,39  | +0,06  | 1      | +1     |
|                            | Proposta per les Illes (El Pi)                                | 17.089  | 3,79  | -3,51  | 0      | -3     |
|                            | Ciutadans - Partit de la Ciutadania (Cs)                      | 6.097   | 1,35  | -8,55  | 0      | -5     |
|                            | Progreso en Verde–PACMA (Progreso en Verde–PACMA)             | 4.389   | 0,97  | -0,43  | 0      | ±0     |
|                            | Gent per Formentera+PSIB (GxF+PSIB)                           | 1.679   | 0,37  | -0,10  | 0      | -1     |
|                            | Ara Eivissa (Ara Eivissa)                                     | 1.407   | 0,31  | +0,03  | 0      | ±0     |
|                            | Proyecto Liberal Español (PLIE)                               | 817     | 0,18  | +0,08  | 0      | ±0     |
|                            | Coalició per Balears (CperB)                                  | 762     | 0,17  | Nou    | 0      | ±0     |
|                            | Moviment Ciutadà EPIC Eivissa–El Pi (EPIC–El Pi)              | 597     | 0,13  | –0.51  | 0      | ±0     |
|                            | Reset-Reinicio Politico (RESET)                               | 509     | 0,11  | Nou    | 0      | ±0     |
|                            | Per Balears (PERxB)                                           | 424     | 0,09  | Nou    | 0      | ±0     |
|                            | Nuevo Orden Nacional-Nou Ordre Nacional (ORDEN)               | 359     | 0,08  | Nou    | 0      | ±0     |
| Vots en blanc              | Vots en blanc                                                 | 7.207   | 1,60  | +0,59  |        |        |
|                            |                                                               |         |       |        |        |        |
| Total                      | Total                                                         | 450.644 |       |        | 59     | ±0     |
|                            |                                                               |         |       |        |        |        |
| Vots vàlids                | Vots vàlids                                                   | 450.644 | 98,72 | -0,58  |        |        |
| Vots invàlids              | Vots invàlids                                                 | 5.861   | 1,28  | +0,58  |        |        |
| Vots emesos / participació | Vots emesos / participació                                    | 456.505 | 55,11 | +1,18  |        |        |
| Abstencions                | Abstencions                                                   | 371.773 | 44,89 | -1,18  |        |        |
| Cens elecectoral           | Cens elecectoral                                              | 828.278 |       |        |        |        |
|                            |                                                               |         |       |        |        |        |
| Fonts                      |                                                               |         |       |        |        |        |

### Resultats per circumscripció
| Circumscripció                                         | PP       | PP    | PSIB  | PSIB  | Vox  | Vox   | MÉS  | MÉS   | MxMe  | MxMe | UP   | UP   | Sa Unió | Sa Unió |  |
| Circumscripció                                         | %        | E     | %     | E     | %    | E     | %    | E     | %     | E    | %    | E    | %       | E       |  |
| ------------------------------------------------------ | -------- | ----- | ----- | ----- | ---- | ----- | ---- | ----- | ----- | ---- | ---- | ---- | ------- | ------- |  |
| Circumscripció                                         | Mallorca | 34,29 | 13    | 26,85 | 10   | 15,32 | 6    | 10,36 | 4     |      |      | 3,95 | N/D     |         |  |
| Menorca                                                | 38,69    | 5     | 26,77 | 4     | 7,18 | 1     |      |       | 16,62 | 2    | 6,73 | 1    |         |         |  |
| Eivissa                                                | 48,86    | 7     | 25,63 | 4     | 9,21 | 1     |      |       |       |      | 6,36 | N/D  |         |         |  |
| Formentera                                             |          |       |       |       |      |       |      |       |       |      |      |      | 46,60   | 1       |  |
| Total                                                  | 35,83    | 25    | 26,5  | 18    | 13,9 | 8     | 8,35 | 4     | 1,43  | 2    | 4,4  | 1    | 0,39    | 1       |  |
|                                                        |          |       |       |       |      |       |      |       |       |      |      |      |         |         |  |
| Font: Eleccions 2023 al Parlament de les Illes Balears |          |       |       |       |      |       |      |       |       |      |      |      |         |         |  |

### Resultats per municipi
A continuació, es presenten els resultats de participació electoral i les candidatures més votades en cadascun dels municipis durant aquests comicis. Més avall, aquestes dades també es representaran en forma de centroides per a cada municipi, amb la grandària ponderada segons la població resident.
| Participació                                      | Partit guanyador                                  |
| ------------------------------------------------- | ------------------------------------------------- |
| Participació electoral per municipis. '"`UNIQ--templatestyles-00000024-QINU`"' Menys de 40% '"`UNIQ--templatestyles-00000025-QINU`"' 40-44% de vots '"`UNIQ--templatestyles-00000026-QINU`"' 45-49% '"`UNIQ--templatestyles-00000027-QINU`"' 50-54% '"`UNIQ--templatestyles-00000028-QINU`"' 55-59% '"`UNIQ--templatestyles-00000029-QINU`"' 60-64% '"`UNIQ--templatestyles-0000002A-QINU`"' 65-69% '"`UNIQ--templatestyles-0000002B-QINU`"' 70-74% '"`UNIQ--templatestyles-0000002C-QINU`"' 75-79% '"`UNIQ--templatestyles-0000002D-QINU`"' 80% o més de vots                                                  | Candidatura més votada per municipis. '"`UNIQ--templatestyles-0000002F-QINU`"' PPB '"`UNIQ--templatestyles-00000030-QINU`"' PSIB '"`UNIQ--templatestyles-00000031-QINU`"' El Pi '"`UNIQ--templatestyles-00000032-QINU`"' Més per Mallorca '"`UNIQ--templatestyles-00000033-QINU`"' Sa Unió                                                  |
| Centroides ponderats per població del mateix any. | Centroides ponderats per població del mateix any. |

Addicionalment, es presenten també altres maneres de representar els resultats d'aquests comicis; partits d'àmbit regional vs. d'àmbit estatal, i l'eix ideològic esquerra-dreta. Al igual que els anteriors mapes, aquestes dades també es representaran més avall en forma de centroides per a cada municipi, amb la grandària ponderada segons la població resident.
| Bloc de partits regionalistes vs. bloc d'àmbit estatal | Bloc de l'esquerra vs. bloc de la dreta           |
| ------------------------------------------------------ | ------------------------------------------------- |
| Resultats electorals entre partits d'àmbit regional i partits d'àmbit estatal per municipis. '"`UNIQ--templatestyles-0000003B-QINU`"' més de 70% vots a regionalistes'"`UNIQ--templatestyles-0000003C-QINU`"' 65-70'"`UNIQ--templatestyles-0000003D-QINU`"' 60-65'"`UNIQ--templatestyles-0000003E-QINU`"' 55-60'"`UNIQ--templatestyles-0000003F-QINU`"' 50-55'"`UNIQ--templatestyles-00000040-QINU`"' 45-50'"`UNIQ--templatestyles-00000041-QINU`"' 40-45'"`UNIQ--templatestyles-00000042-QINU`"' 35-40'"`UNIQ--templatestyles-00000043-QINU`"' 30-35'"`UNIQ--templatestyles-00000044-QINU`"' menys de 30% vots a regionalistes                                                       | Resultats electorals entre partits d'esquerra i partits de dreta. '"`UNIQ--templatestyles-00000046-QINU`"' més de 70% vots a l'esquerra '"`UNIQ--templatestyles-00000047-QINU`"' 65-70 '"`UNIQ--templatestyles-00000048-QINU`"' 60-65 '"`UNIQ--templatestyles-00000049-QINU`"' 55-60 '"`UNIQ--templatestyles-0000004A-QINU`"' 50-55% a l'esquerra '"`UNIQ--templatestyles-0000004B-QINU`"' 50-55% vots a la dreta '"`UNIQ--templatestyles-0000004C-QINU`"' 55-60 '"`UNIQ--templatestyles-0000004D-QINU`"' 60-65 '"`UNIQ--templatestyles-0000004E-QINU`"' 65-70 '"`UNIQ--templatestyles-0000004F-QINU`"' més de 70% vots a la dreta                                                  |
| Centroides ponderats per població del mateix any.      | Centroides ponderats per població del mateix any. |

## Conseqüències
El Govern de les Illes Balears de la onzena legislatura el formà Partit Popular fruit d'un acord d'aquest partit amb Vox, on el PP governa en minoria i Vox s'absté en la votació de la investidura de la presidenta, Margalida Prohens Rigo, garantint la seva elecció en sumar Partit Popular i la coalició sa Unió de Formentera més diputats que PSIB-PSOE, MÉS per Mallorca, Més per Menorca i Unides Podem. És el primer govern del PP des de 2015, quan els partits d'esquerres encapçalats pel Partit Socialista van pactar un govern de coalició, que fou reeditat posteriorment el 2019.